# Scarthyla goinorum
Az Scarthyla goinorum a kétéltűek (Amphibia) osztályának békák (Anura) rendjébe és a levelibéka-félék (Hylidae) családjába tartozó faj.

## Előfordulása
A faj Bolíviában, Brazíliában, Kolumbiában és Peruban él. Természetes élőhelye szubtrópusi vagy trópusi nedves síkvidéki erdők, folyók, időszakos folyók. A fajt élőhelyének elvesztése fenyegeti.